# Primiero

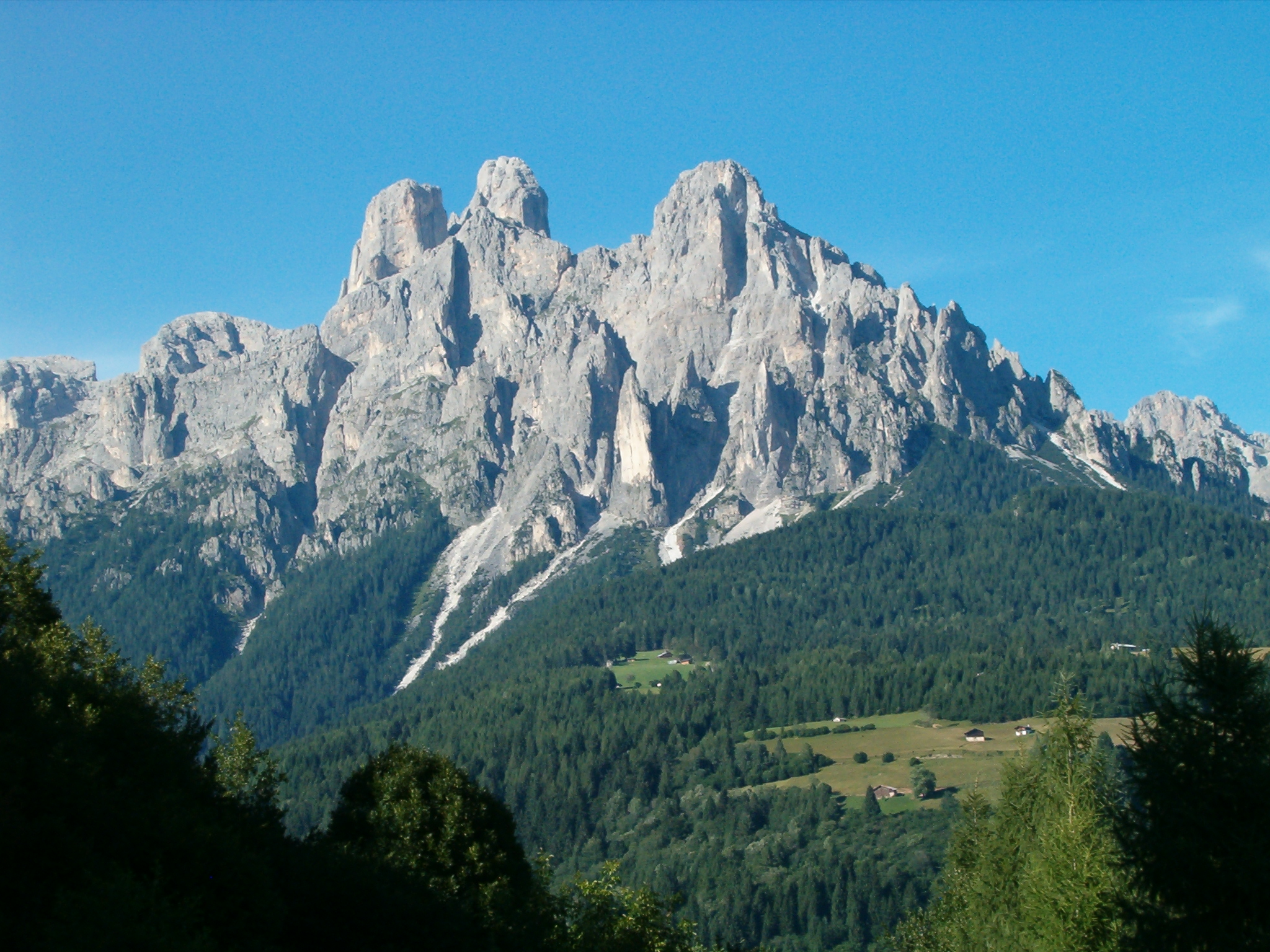
Pale di San Martino (Cima Madonna, Sass Maòr, Cima Cimerlo) vista desde el valle de Primiero.

El Valle de Primiero es un valle ubicado en la parte oriental de la provincia de Trento, Italia. Está formado por seis municipios: Fiera di Primiero, Imer, Mezzano, Siròr, Tonadico y Transacqua.